# Eric Joyce (cầu thủ bóng đá)
{{Infobox football biography
|name        = Eric Joyce
|image       = 
|caption     = 
|fullname    = 
|birth_date  = 3 tháng 7 năm 1924
|birth_place = [[Durham, Anh|Durham]], Anh
|death_date  = 1977 (52–53 tuổi)
|death_place = Chester-le-Street, Anh
|height      = 
|position    = Tiền vệ
|youthyears1 =
|youthclubs1 = 
|years1      = 
|clubs1      = Eppleton CW
|caps1       = 
|goals1      = 
|years2      = 1946-1947
|clubs2      = Bradford City
|caps2       = 5
|goals2      = 0
|years3      = 
|clubs3      = Consett
|caps3       = 
|goals3      =  
|totalcaps   = 5
|totalgoals  = 0
}}
Eric Joyce (3 tháng 7 năm 1924 - 1977) là một cầu thủ bóng đá người Anh thi đấu ở vị trí tiền vệ.

## Sự nghiệp
Sinh ra ở [[Durham, Anh|Durham]], Joyce từng thi đấu cho Eppleton CW, Bradford City và Consett.